# Romano Forastieri
Romano Forastieri (Milano, 7 aprile 1928 – Aosta, 9 maggio 2012) è stato un cestista e allenatore di pallacanestro italiano.

## Carriera

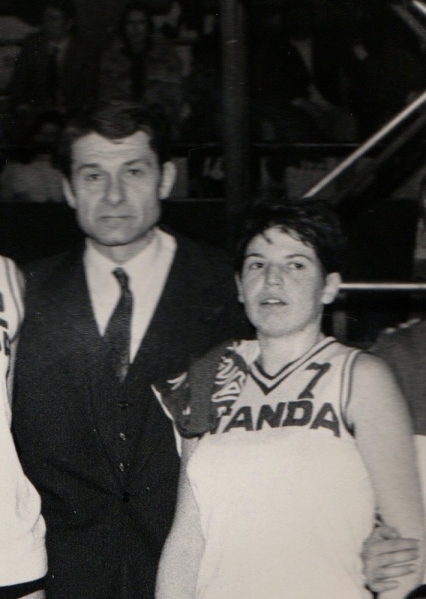
Romano Forastieri, allenatore della Standa Milano con la futura moglie Licia Toriser

Cresce cestisticamente nel vivaio della Società Canottieri Milano, debuttando in prima squadra nel 1948. Nel 1950 passa alla sezione pallacanestro del CUS Milano, dove trova come compagno di squadra Nino Calebotta. Nel 1953 viene convocato da Vittorio Tracuzzi in Nazionale, maglia che vestirà per 18 volte.
In Serie A ha vestito la maglia di Milano e Varese, dove conclude la carriera a seguito di un serio infortunio al ginocchio. Da allenatore ha allenato la Pallacanestro Milano 1958, e la squadra femminile della Standa Milano dal 1967 al 1972, dove conosce la futura moglie Licia Toriser.
Muore ad Aosta nel 2012 all'età di 84 anni a seguito di un infarto.